# Locmélar
Locmélar è un comune francese di 445 abitanti situato nel dipartimento del Finistère nella regione della Bretagna.

## Monumenti

### Architetture religiose
- Complesso parrocchiale di Locmélar (XVI-XVII secolo), complesso parrocchiale con una chiesa dedicata a San Melor[2][3][4]

## Società

### Evoluzione demografica
Abitanti censiti